# Burmantofts

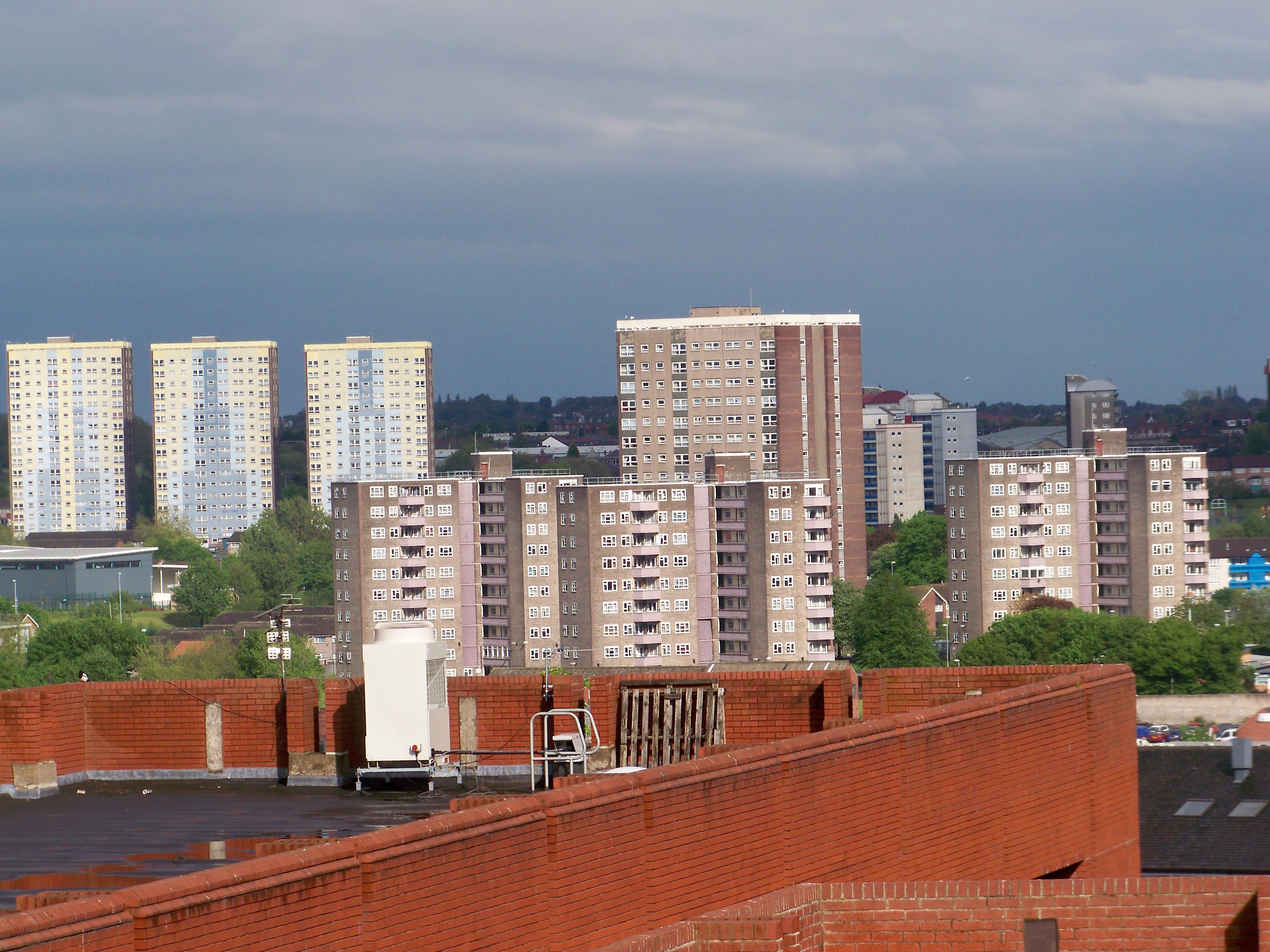
Utsikt över Burmanstofts.

Burmantofts är en stadsdel i centrala Leeds, West Yorkshire, Storbritannien. Stadsdelen domineras av höghusbebyggelse från 60-talet.